# Marcus Falk-Olander
Marcus Roland Falk-Olander (Ödeshög, 21 maggio 1987) è un ex calciatore svedese, di ruolo difensore.

## Palmarès

### Club

#### Competizioni nazionali
- Allsvenskan: 2

Elfsborg: 2006
Norrköping: 2015